# Powiat de Gliwice
Le powiat de Gliwice (en polonais : powiat gliwicki) est un powiat appartenant à la voïvodie de Silésie dans le sud de la Pologne.

## Division administrative
Le powiat comprend 8 communes :
- 2 communes urbaines : Knurów et Pyskowice ;
- 4 communes rurales : Gierałtowice, Pilchowice, Rudziniec et Wielowieś ;
- 2 communes mixtes : Sośnicowice et Toszek.